# 75/34 Mod. S.F.
Il cannone 75/34 Mod. S.F. fu un'arma utilizzata nel Vallo Alpino, come difesa anticarro.
L'acronimo S.F. si traduce con "sfera".

## Storia
Il 75/34 Mod. SF deriva direttamente dal cannone 75/34 Mod. 1937, progettato dall'Arsenale Costruzioni Artiglierie di Napoli (AREN). Nella prima metà degli anni '30 infatti l'artiglieria divisionale del Regio Esercito si trovava ad utilizzare pezzi risalenti alla prima guerra mondiale, al limite adattate per il traino meccanico, mentre il nuovo 75/18 Mod. 1934/1935 aveva una gittata troppo limitata per quell'impiego. Alla richiesta per un cannone da 75 mm risposero la Ansaldo con un pezzo totalmente nuovo da 75/36, mentre l'Arsenale di Napoli propose un 75/34 ottenuto montando una nuova bocca da fuoco (originariamente lunga 40 calibri e proposta alcuni anni prima come cannone da carro armato) sull'affusto del 75/18 Mod. 35 già in dotazione. Quest'ultima soluzione risultò vincitrice ed entrò in produzione con canna accorciata e freno di bocca modificato dall'Ansaldo, venendo quindi rinominata 75/32 Mod. 1937.
Il pezzo originale da 75/34 invece, grazie alle sue ottime prestazioni controcarri, venne installato sui carri armati P26/40, sui semoventi M42 M e su alcuni M43.
Il pezzo Mod. SF era stato realizzato usando pezzi semilavorati montati sui mezzi corazzati Ansaldo-Fiat ed andò a sostituire i cannoni da 47/32 Mod. 1935 nelle fortificazioni. Negli anni '80 fu infine rimpiazzato dal MECAR 90/32 da 90 mm.

## Tecnica
Le modifiche, rispetto al pezzo trainato, si limitarono all'affusto, che fu installato su un supporto a sfera, appositamente progettato dall'Arsenale di Napoli, che connetteva l'affusto stesso alle piastre corazzate delle casematte delle opere fortificate.